# Ahiman Rezon
Konstitucije ove Velike lože (engl. Book of Constitutions of this Grand Lodge), poznata i kao Ahiman Rezon, bile su statut koji je napisao Laurence Dermott za Drevnu veliku ložu Engleske, osnovanu 1751. godine. Osnivanje ove velike lože okupilo je lože i slobodne zidare koji su sebe smatrali dijelom drevne, izvorne slobodnozidarske tradicije te su odlučili ne priključiti se, ranije osnovanoj, prvoj Velikoj loži Engleske iz 
1717. godine.

## Naslov
Naslov Ahiman Rezon često se tumačio kao izraz hebrejskog podrijetla, s različitim značenjima poput "pomoći bratu", "volja odabrane braće", "tajne pripremljene braće", "kraljevski graditelji" ili "brat tajnik". Međutim, detaljnijom analizom pokazalo se da se nazivi "Ahiman" i "Rezon" odnose na dva biblijska lika.
Opće je prihvaćeno da je naslov temeljen na hebrejskom jeziku. No, objašnjenja koja se daju i spomenuta imena nemaju logičnu povezanost sa slobodnim zidarstvom niti izravnu vezu s biblijskim osobama. Glavni dokaz za to nalazi se u samom tekstu Laurencea Dermotta, koji je za ime Rezon koristio hebrejski zapis רצון (ratzon), a ne רזון (razon). Kada se to ispravno razdvoji na tri hebrejske riječi, dobiva se značenje "moj brat je voljan", što na hebrejskom glasi אחי מן רצון (achi min ratzon). U kontekstu uvodnog teksta njegove knjige, ta se fraza može protumačiti kao: "Moj brat je voljan pomoći braći slobodnim zidarima."
Ime Ahiman spominje se u Prvoj knjizi Ljetopisa, poglavlje 9. On je bio jedan od četvorice levitskih vratarâ koje je postavio kralj David. Ostali su bili Šalum, Akub i Talmon, a zajedno su čuvali Svetinju nad svetinjama, unutarnje svetište Šatora sastanka. Rezon se pojavljuje u Prvoj knjizi o Kraljevima, poglavlje 11. Bio je otpali princ koji je na čelo skupine razbojnika preuzeo kontrolu nad Sirijom. Na kraju je postao kralj i stalno se sukobljavao s kraljem Salomonom.
Zašto je Dermott odabrao upravo ta biblijska imena i što su ona za njega značila, ostaje nepoznanica. Znanstvenici i istraživači pretpostavljaju da je Dermott tim imenima želio izraziti kako su se "Drevni" slobodni zidari osjećali u odnosu na prvu Veliku ložu Engleske. "Drevni" su nastojali sačuvati izvornu formu slobodnog zidarstva, vjerujući da baštine starije obrede koji potječu iz srednjovjekovnih cehova klesara. Prva Velika loža Engleske je, nasuprot tome, uvodila standardizirane i pojednostavljene obrede, više nalik poslovnim sastancima. Dermott je poistovjećivao "Drevne" s Ahimanom, koji je čuvao Svetinju nad svetinjama — i time slobodno zidarstvo u njegovu najčišćem obliku — dok je Rezon za njega predstavljao pobunjenički duh i otpor protiv tadašnjih autoriteta, slično kao što su se "Drevni" odupirali utjecaju prve Velike lože Engleske.

## Povijest
Prvo izdanje Ahiman Rezona objavljeno je 1756., a drugo 1764. godine u Londonu. Do ujedinjenja "Drevnih" i prve Velike lože 1813. godine, tiskano je ukupno osam izdanja.
Izvorno izdanje napisao je Laurence Dermott, tadašnji veliki tajnik Drevne velike lože. U tom djelu iznosi parodiju tadašnjih povijesti slobodnog zidarstva, poput one u Andersonovim Konstitucijama. Dermott ironično najavljuje da će napisati vlastitu povijest slobodnog zidarstva tako što će kupiti sve postojeće povijesti i zatim ih baciti "ispod stola". Potom opisuje izmišljeni susret s četvoricom "putnika iz Jeruzalema", koji su navodno sudjelovali u izgradnji Salomonova hrama i koji su time stari najmanje dvije tisuće godina — ali čije pamćenje, primjećuje on, možda već pomalo slabi.
Ova satira nastavlja tradiciju tzv. Scald Miserable Masons – skupine koja je organizirala lažne povorke i narušavala godišnju procesiju prve Velike lože Engleske. Dermottova politička namjera otkriva se u kratkoj povijesti poznatih vođa drevnoga svijeta, u kojoj ističe da su mnogi bili skromna podrijetla – poput Timura, sina pastira. Na naslovnici se također nalaze grbovi Worshipful Company of Masons te slobodnih zidara, što je moguće pokušaj ponovnog povezivanja slobodnog zidarstva s njegovim operativnim i obrtničkim korijenima.

### Sjedinjene Američke Države
Izvorni tekst Ahiman Rezon koji je Dermott objavio 1756. postao je temelj kasnijih izdanja, poput onoga što ga je 1781. pripremio Smith za Veliku ložu Pennsylvanije te izdanja iz 1807. koje je koristila Velika loža drevnih zidara Yorka iz Južne Karoline.
Velike lože Pennsylvanije i Južne Karoline jedine su velike lože u SAD-u koje i dalje svoje konstitucije nazivaju Ahiman Rezon. U odjeljku 12 pennsylvanijskog Ahiman Rezona, pod povijesnim bilješkama, stoji sljedeće:
»Prva knjiga slobodnozidarskog prava koju je objavila Velika loža Pennsylvanije nosila je naslov: "Ahiman Rezon, sažet i prilagođen" kao pomoć svima koji jesu ili žele postati slobodni i priznati zidari." Pripremio ju je veliki tajnik, vrločasni brat William Smith, D.D., rektor Sveučilišta u Pennsylvaniji, a bila je gotovo potpuni prijepis Dermottova djela. Velika loža odobrila ju je 22. studenoga 1781., objavljena je 1783., i posvećena bratu Georgeu Washingtonu.«